# Dzień dobry, Miami
Dzień dobry, Miami (ang. Good Morning, Miami, 2002–2003) – amerykański serial komediowy stworzony przez Davida Kohana i Maxa Mutchnicka.
Jego światowa premiera odbyła się 26 września 2002 roku na kanale NBC. Ostatni odcinek został wyemitowany 18 grudnia 2003 roku. W Polsce serial nadawany był na kanale TVN 7.

## Opis fabuły
Serial opowiada o Jake'u Silverze, producencie, który decyduje się przyjąć posadę w najniżej notowanym porannym show amerykańskiej telewizji.

## Obsada
- Mark Feuerstein jako Jake Silver
- Ashley Williams jako Dylan Messinger
- Matt Letscher jako Gavin Stone
- Jere Burns jako Frank Alfano
- Constance Zimmer jako Penelope "Penny" Barnes Barrington

i inni